# Sredanci
Sredanci falu Horvátországban, Bród-Szávamente megyében. Közigazgatásilag Donji Andrijevcihez tartozik.

## Fekvése
Bród központjától légvonalban 20, közúton 26 km-re északkeletre, községközpontjától légvonalban 3, közúton 5 km-re délnyugatra, Szlavónia középső részén, a Biđ-csatorna és az A3-as, Zágráb-Lipovac autópálya között fekszik.

## Története
A régészeti leletek tanúsága szerint területe már ősidők óta lakott volt. A Zágráb-Lipovac autópálya építését megelőző munkálatok során a falu határában, a „Bebrinska” nevű lelőhelyen történelem előtti és a középkori leletek is előkerültek. Ez a terület a középkorban Névna várának tartozéka volt, egyházilag pedig a garcsini plébániához tartozott. Középkori létezésének azonban írásos nyoma nincs, bár a „Selišta” dűlőnév egykori falu helyét sejteti. Az 1698-as kamarai összeírás lakosság nélkül említi.
Az 1730-as egyházi vizitáció szerint a településnek 30 háza és egy új fakápolnája volt. Az 1746-os vizitáció jelentése szerint 30 házában 119 lakos élt. Szent Rókus kápolnájában 20 férőhely volt. A 18. század közepén a jobb megközelíthetőség miatt már a svilaji plébánia filiája volt. 1760-ban 37 ház állt a településen 51 családdal és 224 lakossal, 1769-ben pedig 40 házában 67 család élt 409 lakossal. A katonai igazgatás bevezetése után a bródi határőrezredhez tartozott.
Az első katonai felmérés térképén „Szredancze” néven található. Lipszky János 1808-ban Budán kiadott repertóriumában „Szredancze” néven szerepel. Nagy Lajos 1829-ben kiadott művében „Szredancze” néven 76 házzal, 389 katolikus vallású lakossal találjuk. A katonai közigazgatás megszüntetése után 1871-ben Pozsega vármegyéhez csatolták.
A településnek 1857-ben 278, 1910-ben 535 lakosa volt. Pozsega vármegye Bródi járásának része volt. Az 1910-es népszámlálás adatai szerint lakosságának 84%-a horvát, 12%-a magyar anyanyelvű volt. Az első világháború után 1918-ban az új szerb-horvát-szlovén állam, majd később (1929-ben) Jugoszlávia része lett. 1991-től a független Horvátországhoz tartozik. 1991-ben lakosságának 99%-a horvát nemzetiségű volt. 2011-ben a településnek 322 lakosa volt.

## Lakossága
| Lakosság változása | Lakosság változása | Lakosság változása | Lakosság változása | Lakosság változása | Lakosság változása | Lakosság változása | Lakosság változása | Lakosság változása | Lakosság változása | Lakosság változása | Lakosság változása | Lakosság változása | Lakosság változása | Lakosság változása | Lakosság változása |
| ------------------ | ------------------ | ------------------ | ------------------ | ------------------ | ------------------ | ------------------ | ------------------ | ------------------ | ------------------ | ------------------ | ------------------ | ------------------ | ------------------ | ------------------ | ------------------ |
| 1857               | 1869               | 1880               | 1890               | 1900               | 1910               | 1921               | 1931               | 1948               | 1953               | 1961               | 1971               | 1981               | 1991               | 2001               | 2011               |
| 278                | 415                | 400                | 436                | 483                | 535                | 435                | 495                | 529                | 539                | 497                | 452                | 418                | 381                | 378                | 322                |

## Oktatás
A településen a donji andrijevci Viktor Car Emin elemi iskola négyosztályos területi iskolája működik.

## Sport
Az ŠD Šokadija Sredanci sportegyesületet 1927-ben alapították